# Ковцун Вікторія Василівна
Ковцун Вікторія Василівна (нар. 5 лютого 1998, Семенівка) — українська тележурналістка, теле- і радіоведуча.
Працювала на телеканалах Національна суспільна телерадіокомпанія України (2014—2018) та 1+1 (з 2019)

## Життєпис
Народилася 5 лютого 1998 року у селі Семенівка (Коломийський район), Івано-Франківської області.
З 2015 по 2019 рік навчалась у Прикарпатський національний університет імені Василя Стефаника на спеціальності «журналістика та інформація», отримала диплом бакалавра. Працювала на телеканалах Національна суспільна телерадіокомпанія України (2014—2018) та 1+1(з 2019)

## Кар'єра
У 15-ть років стала ведучою дитячої та молодіжної програми «Молодіжний формат» на Івано-Франківському обласному радіо Національна суспільна телерадіокомпанія України[ангажоване джерело]. Де на різних посадах пропрацювала наступні 5 з половиною років.
У 2015-му регіональна кореспондентка програми «Дебати PRO» Національна суспільна телерадіокомпанія України
З 2016 по 2018 кореспондентка новин Івано-Франківської філії Національна суспільна телерадіокомпанія України
З 2017 по 2018 випускова редакторка та ведуча новин Івано-Франківської філії Національна суспільна телерадіокомпанія України[відсутнє в джерелі]
Паралельно з роботою в новинах упродовж 2017 працювала у прес-службі Івано-Франківський національний медичний університет
В серпні 2018 звільнилась та переїхала до Києва. Там стала кореспонденткою телеканалу ZIK (телеканал), де пропрацювала до червня 2019. Заяву про звільнення написала одразу ж після повідомлення про купівлю телеканалу близьким соратником й бізнес-партнером кума Путіна Віктора Медведчука — Тарасом Козаком. Тоді звільнення ведучих та журналістів за власним бажанням через зміну власника з телеканалу ЗІК стало найбільш масовим добровільним звільненням з медіа в історії України. Вікторія Ковцун стала однією з журналістів які підписали заяву — протест проти російської окупації українського медіапростору з закликом до керівництва держави та правоохоронних органів запобігти використанню українських телеканалів для просування прокремлівської пропаганди.
З липня 2019-го долучилась до команди ТСН на 1+1 спочатку на посаді другого редактора, а далі як кореспондентка ТСН[ангажоване джерело], де працює до сьогодні. Крім репортажів, є авторкою та ведучою власної рубрики про політику «Політичний розклад»[неавторитетне джерело]. Разом з Станіславом Ясинським є співавторкою чотирисерійного документального фільму «Історія. Питання»[ангажоване джерело]

## Нагороди
Спеціальна відзнака за високі журналістські стандарти і репортерську стійкість від Фундації Суспільність (2022)

## Громадська діяльність
- Членкиня Фундація регіональних ініціатив, член правління 2015—2017[7][відсутнє в джерелі]
- Директорка школи журналістики при ОО НСЖУ 2017—2018